# St. Petri (Osten)

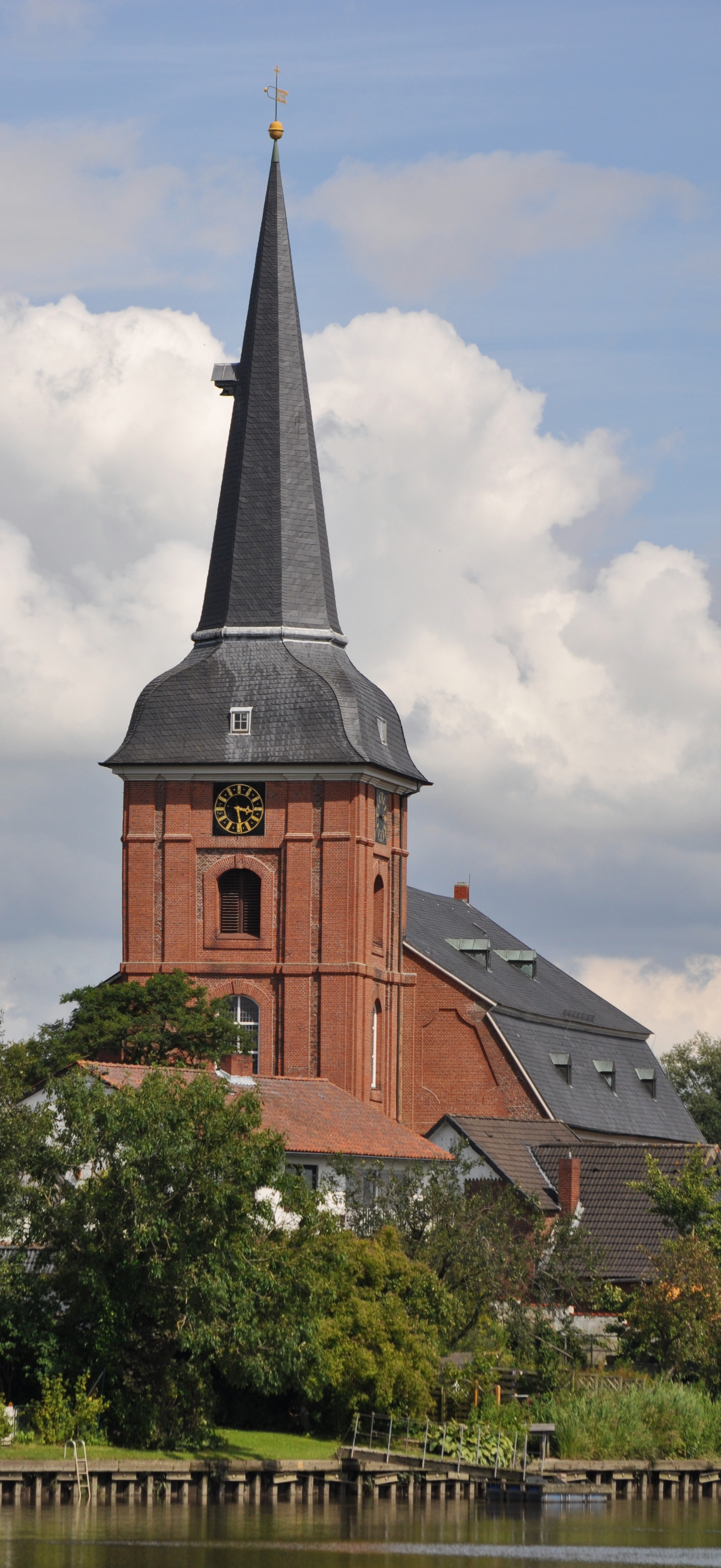
St. Petri

Die evangelisch-lutherische denkmalgeschützte Kirche St. Petri steht in Osten, einer Gemeinde im Landkreis Cuxhaven von Niedersachsen. Die Kirchengemeinde gehört zum Kirchenkreis Cuxhaven-Hadeln im Sprengel Stade der Evangelisch-lutherischen Landeskirche Hannovers.

## Geschichte und Beschreibung
Eine erste Kirche des Ortes auf dem Dubben, zerstörte eine Sturmflut. 1396 entstand eine zweite Kirche am heutigen Standort zwischen Am Markt, Fährstraße, Kirchstraße und Deichstraße. Mit ihr entwickelte sich eine Marktrandbebauung aus Wohnhäuser und Speichern. Diese Kirche musste, da marode, abgerissen werden und das dritte Kirchengebäude wurde im 18. Jahrhundert gebaut und auch die profanen Gebäude im Marktbereich veränderten sich.
Diese barocke Saalkirche aus Backsteinen wurde 1746–47 von Johann Leonhard Prey geplant. Sie hat einen hohen Kirchturm im Westen und einen Chor mit dreiseitigem Abschluss im Osten. Das Langhaus hat ein schiefergedecktes Mansarddach mit kleinen Gauben. Turmwände und Ecken des Langhauses sind durch Pilaster gegliedert, dazwischen in vertieften, rechteckigen Feldern die segmentbogigen Fenster. Portalee im Westen, Norden und Süden mit barocken Pilasterrahmungen aus Sandstein und ornamentierten Türen, im Turm mit Pilastern und einer Bekrönung aus Sandstein.
Der quadratische dreigeschossige Turm hat eine geschweifte Haube, auf der ein steiler Helm sitzt.

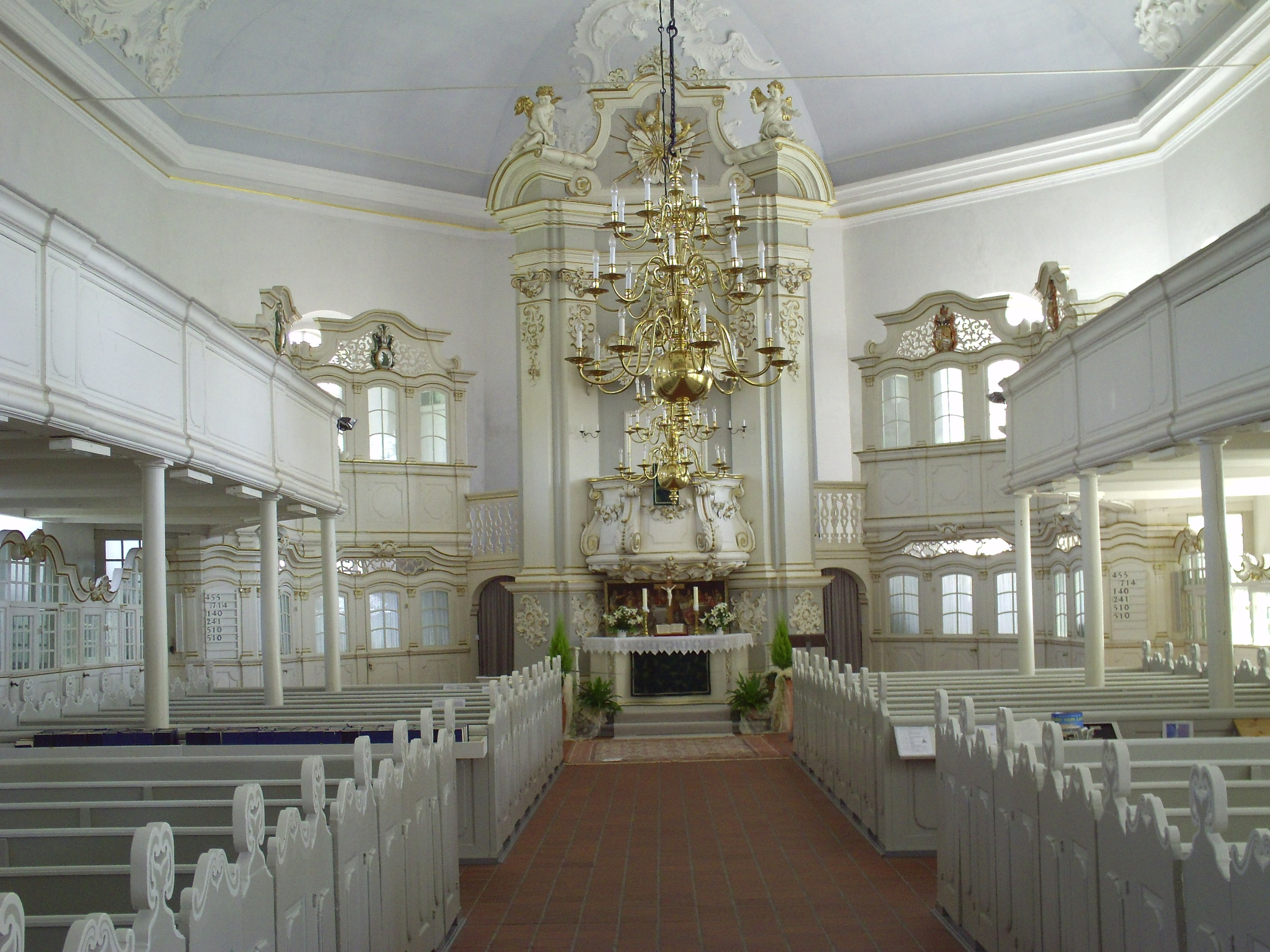
Innenansicht

Innen: Raumabschluss durch flachgeneigte Holztonne mit Roccaille-Stuckaturen; umlaufende dreiseitige Emporen. Symmetrisch angelegte Raumausstattung in geschwungener Ornamentik.
Ausstattung: Im Osten steht zwischen schräg stehenden Pilastern der Kanzelaltarzwischen zwei zweigeschossigen Priechen angeordnet. Im EG eingeschossige, durchfensterte Priechen entlang der Wände im Westen, das Kirchengestühl und die Priechen unter den Emporen. Eine etwa lebensgroße Kreuzigungsgruppe ist um 1500 entstanden.
Orgel: auf der oberen Empore; die erste Orgel von 1746/47 von Johann Leonard Prey, Hamburg erhielt 1754 ein Orgelprospekt von Jakob Albrecht; heutige Orgel 1890 im alten Prospekt. Sie hat 26 Register, verteilt auf zwei Manuale und das Pedal, und wurde von den Gebrüdern Peternell errichtet. Sie wurde 1991 von Orgelbau Kuhn restauriert.